# Rafa Mir
Rafael Mir Vicente (Cartagena, 18 de junio de 1997) es un futbolista español que juega como delantero en el Elche C. F. de la Primera División de España.

## Trayectoria

### Inicios
Nació en Cartagena, donde su padre, el futbolista balear Magín Mir, jugaba en aquella época. Es primo segundo del gimnasta artístico Nicolau Mir.
Empezó jugando al fútbol sala en el equipo de la pedanía murciana donde vivía, Javalí Nuevo (en la actualidad, el estadio de la localidad lleva su nombre). Firmó por el equipo ElPozo Murcia y se proclamó campeón de España con 120 goles. 
El salto al fútbol llegó en la categoría alevín del Ranero CF. Marcó 57 goles en la primera temporada y 84 en la segunda, llamando la atención de las canteras de varios clubes importantes. Rechazó al Villarreal C. F. para fichar por La Masía del F. C. Barcelona. Allí marcó 32 tantos que no le sirvieron para quedarse. El Cadete B del Real Murcia fue su siguiente destino, donde anotó 45 goles. 
Su rendimiento llamó la atención del Valencia Club de Fútbol, que lo fichó en 2012. Marcó 30 goles en el Cadete A, que se problamó campeón en la temporada 2012-13, 21 en el Juvenil B entrenado por Rubén Mora (2013-14), otros 21 en el Juvenil A dirigido por Rubén Baraja (2014-15), y uno en el Valencia Mestalla de Curro Torres contra el C. F. Badalona, participando en tres encuentros con el filial valencianista en el mes de marzo durante la temporada 2014-15. 
La temporada 2015-16 la arrancó en el Juvenil A de Miguel Ángel Angulo y debutó junto al equipo en la Liga Juvenil de la UEFA, convirtiéndose en uno de los máximos goleadores de la competición. Ante la falta de gol del Valencia Mestalla, fue titular en la 13.ª jornada contra el Villarreal B, aunque no llegó a marcar. Con Jorge Mendes como agente y seguido de cerca por ojeadores de otras canteras, el Valencia C. F. amplió su contrato dos años más con una cláusula de rescisión de 8 millones de euros.

### Valencia C. F.
El técnico Nuno Espírito Santo, que en la temporada 2015-16 dejó de contar con el delantero Álvaro Negredo y además Rodrigo estaba lesionado, decidió convocar a Rafa Mir con 18 años para el partido de la 12.ª jornada de Liga contra Las Palmas aunque no llegó a debutar. Sí debutó pocos días después con el primer equipo valencianista siendo titular en el Estadio Petrovski el 24 de noviembre de 2015 en partido de Liga de Campeones frente al Zenit. El técnico portugués siguió convocándole para la 13.ª jornada frente al Sevilla, aunque no tuvo minutos. El técnico interino, Voro, le convocó y le puso de titular el 2 de diciembre en la ida de los dieciseisavos de final de la Copa del Rey contra el Barakaldo en Lasesarre, aunque no llegó a marcar. Con la llegada de Gary Neville dejó de entrar en convocatorias del primer equipo y volvió a jugar con el Mestalla en la 16.ª jornada frente al Barcelona B, pero el 25 de febrero de 2016 tuvo minutos en la eliminatoria ya resuelta de la Liga Europa ante el Rapid Viena. En resumen, esta temporada 2015-16, aun siendo jugador del equipo Juvenil A de la cantera valencianista, debutó en Liga de Campeones, Liga Europa y en Copa del Rey.

#### Valencia Mestalla
La temporada 2016-17 hizo la pretemporada con el primer equipo a las órdenes de Pako Ayestaran. Marcó incluso el gol de la victoria 2-1 en el partido del Trofeo Naranja frente a la Fiorentina en Mestalla, y llegó a tener minutos en las dos primeras jornadas de Liga ante la necesidad de referencias en ataque que tenía el equipo, siendo su debut en Liga el 28 de agosto de 2016, pero la llegada de Munir le cerró las puertas del primer equipo. Formó parte del Valencia Mestalla de Curro Torres que estuvo cerca de lograr el ascenso de categoría. En total jugó 29 partidos con el filial valencianista más 6 encuentros del playoff por el ascenso, en los que marcó 9 goles. Tuvo minutos también en 3 encuentros del primer equipo en Copa frente a Leganés y Celta. El 24 de abril de 2017 sufrió un atropello, pero no afectó negativamente a su carrera.
El verano 2017 hizo la pretemporada 2017-18 de nuevo con el primer equipo de Marcelino García Toral, pero al quedarle solo un año de contrato y no aceptar la oferta de renovación que le proponía el club, se empezó a buscar una salida para el jugador, que además había recibido importantes propuestas. Se le cerraron por completo las puertas del primer equipo, pero en el Valencia Mestalla de Segunda División B fue prácticamente titular indiscutible durante la primera vuelta, primero para Lubo Penev y después para Miguel Grau, destapándose como gran goleador al anotar 15 goles en 18 partidos, dos de ellos incluso como capitán. El club buscó una salida al jugador en el mercado de invierno.

### Wolverhampton Wanderers F. C.
Finalmente el 4 de enero de 2018 fichó por el Wolverhampton Wanderers Football Club de la Championship británica, dirigido por el técnico Nuno Espírito Santo, quien le hizo debutar en el primer equipo valencianista dos temporadas antes. El club británico abonó 2 millones de euros por su incorporación, y pasó a lucir el dorsal número 9.  
Disfrutó de escasos minutos en la primera plantilla de los Wolves, lo que llevó al club inglés a cederlo sucesivamente. El 23 de julio de 2018 a la Unión Deportiva Las Palmas por una temporada. El 30 de julio de 2019 su cesión por una temporada fue al Nottingham Forest. Esta operación fue cancelada, y el 14 de enero de 2020, la Sociedad Deportiva Huesca anunció su incorporación por una temporada y media como cedido.

### Sevilla F. C.
El 20 de agosto de 2021 el Sevilla F. C. anunció su fichaje para las siguientes seis temporadas por doce millones de euros más tres en posibles variables. El 23 de agosto debutaba saliendo desde el banquillo.

### Regreso al Valencia C. F. y cesión al Elche C. F.
El 11 de julio de 2024, tras un año intentándolo y una temporada en la que el jugador fue apartado tras ver frustrada su salida al club ché en el mercado invernal,[cita requerida] el Sevilla F. C. hizo oficial su regreso al Valencia C. F. en forma de cesión por una temporada con una opción de compra. Esta no se hizo efectiva y puso fin a su segunda etapa en el club después de haber marcado un único gol en el campeonato de Liga en los 743 minutos que disputó en la competición.
El 17 de agosto de 2025 fue prestado al Elche C. F. por una campaña, teniendo la opción de adquirirlo en propiedad al final de la misma.

## Selección nacional
Fue convocado por primera vez con la selección sub-19 dirigida por Luis de la Fuente el 23 de noviembre de 2015, pero al ser convocado por el primer equipo del Valencia para disputar la ida de los dieciseisavos de final de la Copa del Rey decidió aprovechar esta oportunidad y no fue con la selección.
El 6 de septiembre debutó en la sub-21, anotando un gol ante Albania en un partido de la clasificación para el europeo de la categoría.

### Participación en los Juegos Olímpicos
| Juegos Olímpicos               | Sede  | Resultado        | Partidos | Goles |
| ------------------------------ | ----- | ---------------- | -------- | ----- |
| Juegos Olímpicos de Tokio 2020 | Tokio | Medalla de plata | 6        | 3     |

## Vida personal

### Detención por presunta agresión sexual
El 3 de septiembre de 2024 fue detenido por la Guardia Civil acusado de un presunto delito de agresión sexual. Al día siguiente, el Juzgado de Primera Instancia e Instrucción n.º 8 de Liria lo dejó en libertad con cargos, adoptando como medidas cautelares la retirada del pasaporte, la prohibición de salida del territorio nacional, una orden de alejamiento respecto de la víctima de 500 metros y la imposibilidad de comunicarse con ella. El 25 de febrero de 2025, dos vigilantes de seguridad de la Urbanización Torre en Conill de Bétera, donde ocurrieron los hechos, confirmaron la versión de la víctima sobre el acceso carnal.

## Estadísticas

### Clubes
Actualizado al último partido disputado el 23 de mayo de 2025.
| Club                                     | Div.          | Temporada     | Liga  | Liga  | Copas nacionales | Copas nacionales | Copas internacionales | Copas internacionales | Total | Total |
| Club                                     | Div.          | Temporada     | Part. | Goles | Part.            | Goles            | Part.                 | Goles                 | Part. | Goles |
| ---------------------------------------- | ------------- | ------------- | ----- | ----- | ---------------- | ---------------- | --------------------- | --------------------- | ----- | ----- |
| Valencia C. F. Mestalla · España         | 2.ª B         | 2014-15       | 4     | 1     | ―                | ―                | ―                     | ―                     | 4     | 1     |
| Valencia C. F. Mestalla · España         | 2.ª B         | 2015-16       | 2     | 0     | ―                | ―                | ―                     | ―                     | 2     | 0     |
| Valencia C. F. Mestalla · España         | 2.ª B         | 2016-17       | 35    | 8     | ―                | ―                | ―                     | ―                     | 35    | 8     |
| Valencia C. F. Mestalla · España         | 2.ª B         | 2017-18       | 19    | 15    | ―                | ―                | ―                     | ―                     | 19    | 15    |
| Valencia C. F. Mestalla · España         | Total club    | Total club    | 60    | 25    | 0                | 0                | 0                     | 0                     | 60    | 25    |
| Valencia C. F. · España                  | 1.ª           | 2015-16       | 0     | 0     | 1                | 0                | 2                     | 0                     | 3     | 0     |
| Valencia C. F. · España                  | 1.ª           | 2016-17       | 2     | 0     | 3                | 0                | ―                     | ―                     | 5     | 0     |
| Wolverhampton Wanderers F. C. Inglaterra | 2.ª           | 2017-18       | 2     | 0     | 2                | 0                | ―                     | ―                     | 4     | 0     |
| Wolverhampton Wanderers F. C. Inglaterra | Total club    | Total club    | 2     | 0     | 2                | 0                | 0                     | 0                     | 4     | 0     |
| U. D. Las Palmas · España                | 2.ª           | 2018-19       | 30    | 7     | 0                | 0                | ―                     | ―                     | 30    | 7     |
| U. D. Las Palmas · España                | Total club    | Total club    | 30    | 7     | 0                | 0                | 0                     | 0                     | 30    | 7     |
| Nottingham Forest F. C. Inglaterra       | 2.ª           | 2019-20       | 11    | 0     | 2                | 0                | ―                     | ―                     | 13    | 0     |
| Nottingham Forest F. C. Inglaterra       | Total club    | Total club    | 11    | 0     | 2                | 0                | 0                     | 0                     | 13    | 0     |
| S. D. Huesca · España                    | 2.ª           | 2019-20       | 18    | 10    | 0                | 0                | ―                     | ―                     | 18    | 10    |
| S. D. Huesca · España                    | 1.ª           | 2020-21       | 38    | 13    | 2                | 3                | ―                     | ―                     | 40    | 16    |
| S. D. Huesca · España                    | Total club    | Total club    | 56    | 22    | 1                | 3                | 0                     | 0                     | 57    | 25    |
| Sevilla F. C. · España                   | 1.ª           | 2021-22       | 34    | 10    | 4                | 2                | 9                     | 1                     | 47    | 13    |
| Sevilla F. C. · España                   | 1.ª           | 2022-23       | 26    | 6     | 4                | 1                | 6                     | 1                     | 36    | 8     |
| Sevilla F. C. · España                   | 1.ª           | 2023-24       | 15    | 2     | 4                | 1                | 3                     | 0                     | 22    | 3     |
| Sevilla F. C. · España                   | Total club    | Total club    | 75    | 18    | 12               | 4                | 18                    | 2                     | 105   | 24    |
| Valencia C. F. · España                  | 1.ª           | 2024-25       | 20    | 1     | 2                | 1                | —                     | —                     | 22    | 2     |
| Valencia C. F. · España                  | Total club    | Total club    | 22    | 1     | 6                | 1                | 2                     | 0                     | 30    | 2     |
| Elche C. F. · España                     | 1.ª           | 2025-26       | 0     | 0     | 0                | 0                | —                     | —                     | 0     | 0     |
| Elche C. F. · España                     | Total club    | Total club    | 0     | 0     | 0                | 0                | 0                     | 0                     | 0     | 0     |
| Total carrera                            | Total carrera | Total carrera | 256   | 73    | 23               | 8                | 20                    | 2                     | 299   | 83    |

## Palmarés

### Títulos nacionales
| Título                       | Club                          | País       | Año  |
| ---------------------------- | ----------------------------- | ---------- | ---- |
| Football League Championship | Wolverhampton Wanderers F. C. | Inglaterra | 2018 |
| Segunda División de España   | S. D. Huesca                  | España     | 2020 |

### Títulos internacionales
| Título                 | Club (*)      | Sede                | Año  |
| ---------------------- | ------------- | ------------------- | ---- |
| Eurocopa Sub-21        | España        | Italia · San Marino | 2019 |
| Juegos Olímpicos       | España        | Tokio               | 2020 |
| Liga Europa de la UEFA | Sevilla F. C. | Hungría             | 2023 |

(*) Incluyendo la selección.